# Sánta Zoltán
Sánta Zoltán (1957 – 2018 szeptember) magyar borász, nemzetközi borakadémikus.

## Élete
Miután 1976-ban elvégezte a Horváth Mihály Gimnázium és Szakképző Iskolát, nemzetközi újságírónak készült, a moszkvai Moszkvai Állami Egyetemen tanult 1976 és 1982 között.
Ezt követően a Magyar Tudományos Akadémia munkatársa volt 1998-tól 2009-ig. Itt 2009-ben megalapította az MTA Bormustrát, ahová a magyar borászat színe-java ellátogatott. Ezután a borkészítés felé fordult, 2013-2017 között borászatban képezte magát. Többek között az Osztrák Borakadémián nemzetközi borakadémikus oklevelét is megszerezte. Nemzetközi és magyar borversenyek zsűritagja, borral foglalatos rendezvények szervezője, borkollégiumi előadó és a 2011-es Bortankönyv társszerzője volt. 2014-ben bevették a ruszti Borakadémia vezetőségébe, emellett előadott Budapesten, Prágában, több helyen Ausztriában és Németországban.

## Elismerései
2018-ban posztumusz Bussay László-emlékdíjat kapott a Pannon Bormíves Céhtől.